# جيمس ر. هايندان
جيمس ر. هايندان هو سياسي أمريكي، ولد في 4 فبراير 1839 في مقاطعة أدير في الولايات المتحدة، وتوفي في 12 أكتوبر 1912 في كولومبيا في الولايات المتحدة. نشط حزبياً في الحزب الديمقراطي. وقد انتخب نائب حاكم كنتاكي ‏.